# Ini-Teshub
Ini-Teshub (écrit aussi Ini-Tessup ou Ini-Teshup) est un prince hittite, vice-roi de Karkemish dans le seconde moitié du xiiie siècle av. J.-C..

## Vie
Ini-Tessub était fils et héritier de Sahurunuwa, petit-fils de Piyassilis et arrière-petit-fils du Grand Roi Suppiluliuma ier.
Il serait monté sur le trône vers 1240 av. J.-C. Il fut souverain de Karkemish lors des règnes de Hattusili III puis de Tudhaliya IV sur l'Empire hittite.
Des tablettes marquées de son sceau montrent qu'il eut des correspondances diplomatiques avec les rois Bentesina et Ammistamru II d'Ougarit.

## Lignage
L'arbre généalogique ci-dessous est une reconstruction possible, parmi d'autres, du lignage de la famille royale de l'empire hittite. La nomenclature des souverains, les liens de parenté demeurent obscurs par de nombreux aspects,,.